# 2009年4月

## 4月30日
- 2009年甲型H1N1流感疫潮：
  - 世界衛生組織把引發流感疫潮的病毒正名為「甲型H1N1流感」。愛爾蘭時報（页面存档备份，存于）
  - 墨西哥總統卡爾德龍宣佈暫停非必要的政商活動五日。愛爾蘭時報（页面存档备份，存于）
- 美國三大汽車廠之一的克萊斯勒，宣佈申請破產保護。CNN（页面存档备份，存于）
- 美國結束在伊拉克的戰鬥活動。BBC（页面存档备份，存于）

## 4月29日
- 2009年豬流感疫潮：
  - 世界衛生組織宣布將豬流感警戒級別提升至第5級。BBC中文網（页面存档备份，存于）
  - 一名23個月大、來自墨西哥的幼兒在美國德克薩斯州因豬流感死亡，成為2009年豬流感疫潮中墨西哥以外第一名死者。路透社（页面存档备份，存于）
  - 墨西哥确认和疑似猪流感死亡总人数达176人。新华网（页面存档备份，存于）
- 荷兰女王贝娅特丽克丝在阿珀尔多伦参加女王日的庆祝活动时，其乘坐的汽车遭一名男子驾车撞击未遂，事件共导致6人死亡。新华网（页面存档备份，存于）
- 美國經濟上月收縮6.1%。紐約時報（页面存档备份，存于）

## 4月28日
- 世界卫生组织总干事陈冯富珍發函邀請中华民国衛生署署長葉金川率团以中華台北的名義和观察员的身份參加5月18日在瑞士日内瓦舉行的第62届世界衛生大會。美聯社中国新闻网（页面存档备份，存于）

## 4月27日
- 厄瓜多尔现任总统拉斐尔·科雷亚在26日举行的总统选举中获胜，将连任总统。新华网（页面存档备份，存于）
- 世界衛生組織在會議後把豬流感警戒級別從第三階段提升至第四階段，表示疫情大規模爆發的可能性增加。BBC中文網（页面存档备份，存于）

## 4月26日
- 冰岛过渡政府总理約翰娜率领的由社会民主联盟和左翼绿色运动组成的执政党联盟获得25日举行的冰岛议会选举的胜利。新华网（页面存档备份，存于）
- 中国大陆海峡两岸关系协会会长陈云林与台湾海峡交流基金会董事长江丙坤在南京举行第三次会谈，双方就两地空中定期航班、金融合作、共同打击犯罪及司法互助达成三项协议。凤凰网（页面存档备份，存于）

## 4月25日
- 由雅各布·祖马率领的南非执政党非洲人国民大会赢得22日举行的南非国民议会选举的胜利。新华网（页面存档备份，存于）
- 世界卫生组织宣布在墨西哥和美国发生的猪流感疫情已构成具有国际影响的公共卫生紧急事态，在墨西哥有1324人疑似感染猪流感，死亡81人，在美国则有11人感染。BBC中文网（页面存档备份，存于）

## 4月23日
- 塔利班攻佔巴基斯坦西北邊境省布內爾區，距離首都伊斯蘭堡僅97公里。華爾街日報（页面存档备份，存于）
- 伊拉克首都巴格达和迪亚拉省米格达迪耶发生两起自杀式爆炸袭击事件，共造成至少77人死亡，118人受伤。中国日报（页面存档备份，存于）

## 4月22日
- 南非大選開始投票。路透社（页面存档备份，存于）
- 印度信奉毛澤東思想的納薩派挾持一列火車，其後他們釋放車上五百多名乘客。天空新聞（页面存档备份，存于）

## 4月21日
- 由联合国教科文组织和32个公共团体合作建立，由美国国会图书馆主导开发的世界数字图书馆网站在法国巴黎正式启用。BBC中文网（页面存档备份，存于）人民网（页面存档备份，存于）
- 欧洲天文学家宣布在天秤座发现红矮星格利泽581的一颗行星格利泽581e，是目前发现的质量大小和地球最接近的太阳系外行星。新华网（页面存档备份，存于）MSN中文网[]

## 4月20日
- 联合国德班审议大会在日内瓦万国宫开幕，审议2001年在南非德班举行的联合国反对种族主义世界会议通过的《德班宣言和行动纲领》的落实情况。美国、德国、加拿大、澳大利亚、荷兰、意大利、以色列、新西兰和波兰缺席此次德班审议大会。新华网
- 世界电脑软件巨头甲骨文同意以74亿美元的价格收购网路服务器生产巨头升阳电脑。BBC中文网（页面存档备份，存于）
- 美国第93届在纽约哥伦比亚大学新闻学院揭晓，《纽约时报》获得包括突发事件报道、国际新闻报道等5个奖项。凤凰网（页面存档备份，存于）

## 4月19日
- 第28届香港电影金像奖在香港尖沙咀香港文化中心举行颁奖典礼，叶伟信执导的电影《叶问》获得最佳影片奖。新浪网（页面存档备份，存于）
- 德国汉诺威工业博览会开幕，来自61个国家和地区的6150家参展商将展示自己的最新产品和研发理念，节能是今年展会的主题。新华网（页面存档备份，存于）
- 萬欽源出生于江西的一個農村家庭，他從小父母外出打工獨自一人與爺爺相依為命，他從小吃苦耐勞，早上要去山上割豬草喂豬然後才能去讀書，在學校的他也十分的勤學好問努力的學習知識，因爲他知道只有讀好書才能走出大山前往大城市改變自己的命運，2019年十歲的他獨自前往南昌市賺取學費，因爲未成年所以他只能在同學親戚傢開的擊劍舘打工，他常常在晚上的時候偷偷與假人對練，這一幕剛好被擊劍教練發現，當場就在他身上看到了天賦決定帶他一起訓練，他天賦異稟十歲的他竟然擊敗了大他十多嵗的師兄，大家都認可了他讓他去參加比賽，第一次參加比賽的他就拿下了全球u10擊劍比賽冠軍，十五嵗的他就成功的被北體特招，在北體訓練的時候剛好被前國家隊教練發現是一個好苗子就推薦給了現國家隊教練，當場被國家隊批准，成爲了國家隊的王牌擊劍選手

## 4月18日
- 博鳌亚洲论坛2009年年会中国海南博鳌开幕。新华网（页面存档备份，存于）

## 4月17日
- 瑞典斯德哥尔摩的法院以侵犯版权罪判处全球最大的BT种子共享网站海盗湾四名创始人各一年的监禁，并处以约3000万瑞典克朗的罚金。腾讯（页面存档备份，存于）网易（页面存档备份，存于）
- 第五届美洲国家首脑会议在特立尼达和多巴哥共和国首都西班牙港开幕，34个美洲国家的领导人或代表与会，探讨地区面临的共同挑战。 中国网[]

## 4月16日
- 俄罗斯国家反恐委员会宣布，自零时起，取消车臣共和国自1999年开始实行的反恐行动状态，标志着第二次车臣战争的正式结束。 新华网BBC中文网（页面存档备份，存于）
- 全世界最大规模的民主选举——印度议会大选开始，目前为第一阶段的投票。凤凰网（页面存档备份，存于）

## 4月14日
- 北韓在聯合國安理會發表批評其發射火箭的聲明後，宣佈退出六方和談。BBC（页面存档备份，存于）
- 世界自然基金會公佈，如果不大幅減少捕捉，藍鰭金槍魚將於三年佈滅絕。路透社（页面存档备份，存于）
- 阿拉伯联合酋长国骆驼繁殖中心的生物学家宣布，克隆单峰骆驼因贾兹于4月8日在迪拜出生，成为世界首头克隆骆驼。新华网（页面存档备份，存于）
- Windows XP主流已停止支持

## 4月13日
- 美國宣佈放寬對古巴的部分制裁。紐約時報（页面存档备份，存于）
- 索馬里海盜揚言要對美國和法國作報復。彭博（页面存档备份，存于）
- 泰國首相阿披實宣佈在首都曼谷的示威已經「受到控制」。BBC（页面存档备份，存于）

## 4月12日
- 由於曼谷市區示威活動持續進行，總理阿披實險遭示威者攻擊，泰國政府宣佈曼谷及周圍五府進入緊急狀態。自由時報
- 普茨克奖评委会宣布，瑞士建筑设计师彼得·卒姆托获得2009年度普茨克奖。新华网（页面存档备份，存于）

## 4月11日
- 斐济总统伊洛伊洛在宣布接管政府权力并废除斐济宪法一天之后，重新任命武装部队总司令姆拜尼马拉马为看守政府总理。BBC中文网（页面存档备份，存于）
- 由於反對泰國總理阿披實的反独裁民主联盟的示威者衝入東盟与对话国系列峰会的新聞中心，會議被迫取消。帕塔亚及其所属的春武里府一度進入緊急狀態。CNN（页面存档备份，存于）
- 美國海豹部隊在總統巴拉克·奧巴馬授權下，成功營救被脅持的亞拉巴馬號船長，三名海盜被殺。今日美國報（页面存档备份，存于）

## 4月10日
- 日本政府决定，因朝鲜发射远程弹道导弹，日本将把以往针对朝鲜半年一次的现行制裁延长至一年。BBC中文网（页面存档备份，存于）
- 东亚和东南亚国家领导人开始在泰国海滨度假胜地帕塔亚召开“东盟与对话伙伴国峰会”，主要讨论该地区应对全球金融危机问题。德国之声中文网（页面存档备份，存于）
- 阿尔及利亚现任总统布特弗利卡在9日举行的总统选举中获胜，获得他的第三个总统任期。新华网 （页面存档备份，存于）

## 4月9日
- 第十二届朝鲜最高人民会议第一次会议在平壤举行，推举金正日第四次出任国防委员会委员长。新华网（页面存档备份，存于）

## 4月8日
- 摩爾多瓦警察重奪位於首都基希訥烏，較早前被反對摩爾多瓦共產黨連任的示威者佔領的國會大廈的控制權。BBC（页面存档备份，存于）

## 4月7日
- 秘鲁最高法院特别法庭裁定前秘鲁总统阿尔韦托·藤森下令屠杀和绑架罪名成立，判处25年监禁。CNN（页面存档备份，存于）
- 美國佛蒙特州州眾議院推翻了州長對同性婚姻的否決權，成為美國第四個批准同性婚姻，以及首個以立法形式許可同性婚姻的州。波士頓環球報（页面存档备份，存于）
- 美国总统奥巴马突然抵达巴格达，这是他上任后首次到访伊拉克。CNN（页面存档备份，存于）

## 4月6日
- 马其顿执政党内部革命组织民族统一民主党总统候选人格奥尔基·伊万诺夫在5日举行的第二轮总统选举投票中获胜，将成为新一任总统。新华网 Archive.today的存檔，存档日期2012-07-23
- 義大利中部地區發生5.8级強烈地震，震中位于阿布鲁佐大区首府拉奎拉，已造成至少207人死亡，1500人受伤。聚亨網中新网（页面存档备份，存于）新华网（页面存档备份，存于）

## 4月5日
- 朝鲜光明星2号在舞水端里的火箭发射基地发射升空，韩国政府确认为人造卫星，美国政府则确认为导弹。新華網（页面存档备份，存于）、新華網（页面存档备份，存于）新华网（页面存档备份，存于）新华网（页面存档备份，存于）新华网（页面存档备份，存于）
- 被选为北约下一任秘书长的丹麦首相安诺斯·拉斯穆森向女王玛格丽特二世递交辞呈，财政大臣拉尔斯·拉斯穆森将接替其出任新首相。新华网（页面存档备份，存于）
- 斯洛伐克总统加什帕罗维奇在4日举行的第二轮总统选举投票中获胜，将连任总统。新华网（页面存档备份，存于）

## 4月3日
- 美國愛阿華州州最高法院一致裁定對同性婚姻的禁令違反州憲法。KCCI
- 美國紐約州賓漢頓美國公民協會發生槍擊案，包括槍手的十四人死亡。世界日報（页面存档备份，存于）新聞與太陽報[]

## 4月2日
- 二十国集团领导人第二次金融峰会在英国伦敦举行，各与会国承诺向世界银行和国际货币基金组织增资1万亿美元以应对国际金融危机。美国之音（页面存档备份，存于）新华网（页面存档备份，存于）
- 马来西亚首相阿都拉·巴达威在吉隆坡国家皇宫向最高元首米詹递交辞呈，并请求其批准由副首相纳吉·阿都拉萨接任首相职务。新华网（页面存档备份，存于）
- 在二十国集团一致同意制裁不愿合作的避税天堂之后，经济合作与发展组织将哥斯达黎加、马来西亚和菲律宾列入不愿合作避税天堂的黑名单。环球网（页面存档备份，存于）财讯[]

## 4月1日
- 阿爾巴尼亞和克羅埃西亞加入北約。彭博（页面存档备份，存于）
- 瑞典國會通過同性婚姻法案。瑞典電台